# Mohammed Faouzi
Mohammed Faouzi (Gouda, 3 september 1987) is een Nederlands-Marokkaans voormalig profvoetballer.

## Carrière
Faouzi verhuisde in 2005 van de amateurvereniging ONA naar Excelsior, waar hij uitkwam in de A1. Na afloop van seizoen 2005/06 werd hij verkozen tot talent van het jaar in de A-junioren eredivisie en verdiende hij een transfer naar FC Utrecht. De aanvaller speelde voornamelijk bij de beloften van Utrecht. Op 26 september 2007 beleefde hij zijn eerste en enige optreden in het eerste elftal, toen hij aan het begin van de tweede helft in een bekerwedstrijd tegen Feyenoord inviel voor Robin Nelisse.
Hierna kwam zijn profloopbaan ten einde en voltooide hij een rechtenstudie aan de Universiteit van Leiden en ging werken bij een advocatenkantoor. Wel was hij nog actief als amateurvoetballer en kwam van 2010 tot 2012 uit voor Noordwijk. 
In de achtste finale van het toernooi om de KNVB Beker seizoen 2010/11 scoorde Faouzi een werelddoelpunt: https://youtu.be/67xno4nWHnw. 
In het seizoen 2012/13 kwam Faouzi uit voor IJsselmeervogels, in de seizoenen 2013/14 en 2014/15 voor Noordwijk, in het seizoen 2015/16 voor SteDoCo, in het seizoen 2016/17 voor Feyenoord (av) en in het seizoen 2017/18 voor CVV De Jodan Boys.
Het seizoen 2018/19 speelt Faouzi weer bij zijn eerste club ONA.